# Jacques Buirette
Pour les articles homonymes, voir Buirette.
Jacques Buirette  est un sculpteur français, né à Paris en mars 1631 et décédé dans la même ville le 3 mars 1699.
Il a réalisé de nombreuses sculptures pour le parc du château de Versailles.

## Biographie
Il est admis à l'Académie royale de peinture et de sculpture en 1661
Devenu aveugle, il a dû interrompre sa carrière. Il est mort à l'hospice des Quinze-Vingts.

## Œuvres
| Année     | Nom de l'œuvre                            | Description                       | Situation                                           | Commanditaire  | Photo                                     |
| 1663      | L'Union de la Peinture et de la Sculpture | Statue en marbre                  | Musée du Louvre                                     |                | L'Union de la Peinture et de la Sculpture |
| 1670-1688 | Trois petites filles                      | Statue en marbre                  | Parc du Château de Versailles                       |                |                                           |
| 1678      | Trois enfants jouant avec des poissons    | Statue en marbre                  | Parc du Château de Versailles                       |                |                                           |
| 1678      | Trois petits garçons                      | Statue en marbre                  | Parc du Château de Versailles                       |                |                                           |
| 1681–1683 | La Démocratie                             | Statue en pierre de Saint-Maximin | Façade du Château de Versailles                     |                |                                           |
| 1685-1693 | Amazone                                   | Statue en marbre                  | Le Tapis vert dans le parc du Château de Versailles | André Le Nôtre | Amazone                                   |
| 1685-1694 | Groupe d'enfants                          |                                   | Musée du Louvre                                     |                |                                           |

On lui doit aussi les statues de Saint-Jean et de la Vierge de l'église Saint-Gervais à Paris.